# 第33SS武装擲弾兵師団
第33SS武装擲弾兵師団 「シャルルマーニュ」（フランス第1）（独: 33. Waffen-Grenadier-Division der SS "Charlemagne"(französische Nr. 1) / 仏: 33e division SS de grenadiers volontaires Charlemagne）は、第二次世界大戦期のナチス・ドイツ武装親衛隊フランス人義勇兵師団。
ドイツ陸軍のフランス人義勇兵部隊「反共フランス義勇軍団」、武装親衛隊のフランス人義勇兵部隊「第8フランスSS義勇突撃旅団」、ヴィシー政権下の民兵組織フランス民兵団、その他の組織のフランス人義勇兵を基幹として1944年秋から旅団として編制が開始され、1945年2月に師団に昇格。1945年2月下旬から3月の間に東部戦線のポメラニアでソビエト赤軍と交戦した。
独ソ戦の最終局面である1945年4月24日、第三帝国首都ベルリンがソビエト赤軍の包囲下にある中、師団の中で戦闘継続を希望した約300名の将兵はグスタフ・クルケンベルクSS少将（SS-Brigf. Gustav Krukenberg）とアンリ・フネSS義勇大尉（SS-Frw. Hstuf. Henri Fenet）に率いられフランスSS突撃大隊としてベルリン市街戦に参加し、5月2日のベルリン陥落まで熾烈な防衛戦闘を繰り広げた。

## ドイツ陸軍反共フランス義勇軍団

### ドイツ陸軍のフランス人部隊

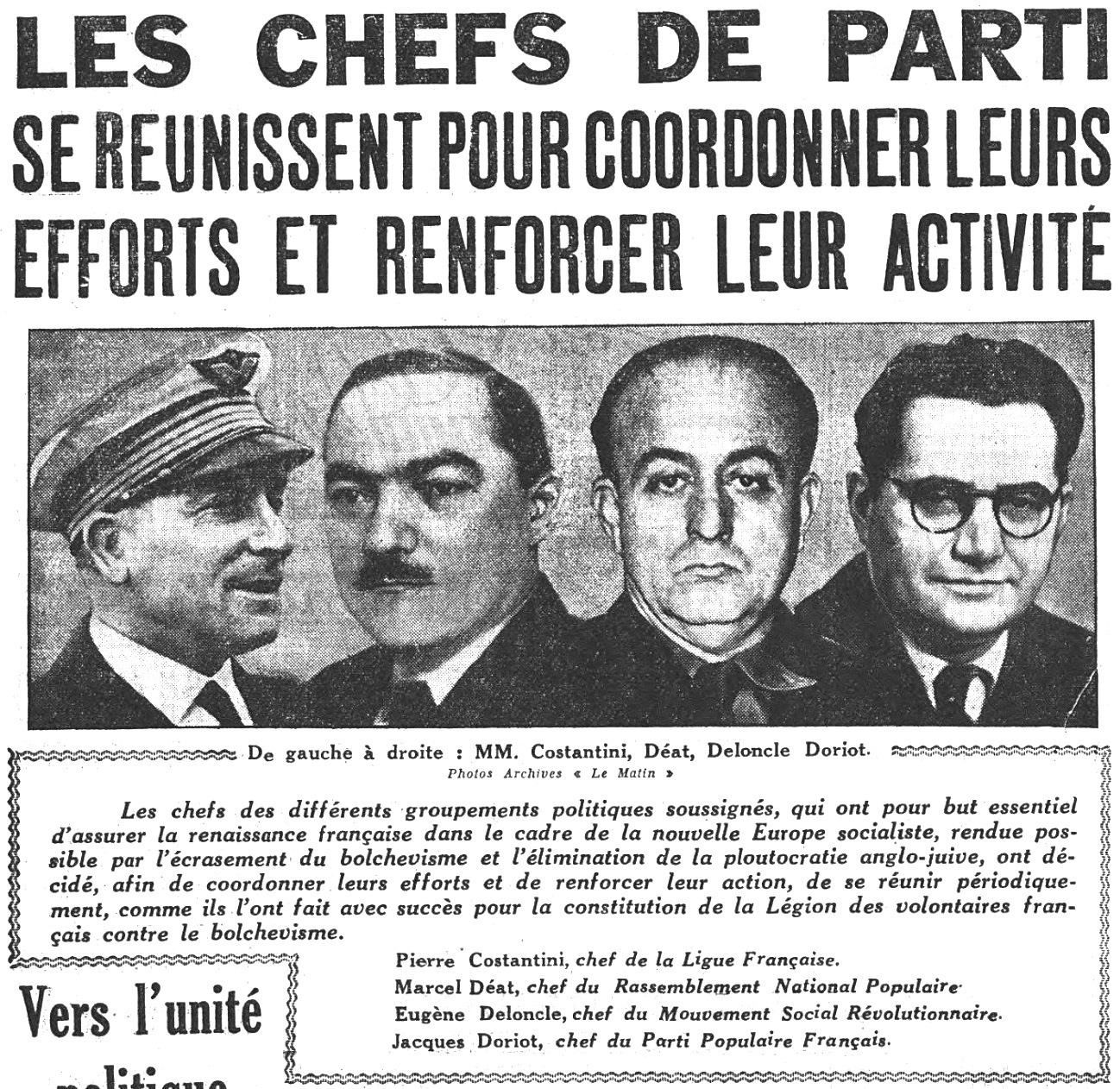
「反共フランス義勇軍団」結成に関わった中心人物
左からピエール・コスタンティーニ、デア、ドロンクル、ドリオ

第二次世界大戦勃発後、フランスはナチス・ドイツとの戦争（1940年のフランスの戦い）を経て独仏休戦協定に応じ、ドイツの占領下に置かれた。それから約1年後、ナチス・ドイツとソビエト連邦の戦争（独ソ戦）が開始された後の1941年夏、ヴィシー政権下のフランス国内ではドイツ軍に所属して共産主義（ソ連）と戦うためのフランス人義勇兵部隊を創設する運動が始まった。マルセル・デア、ウジェーヌ・ドロンクル、ジャック・ドリオら親独的なフランス・ファシズム政党の有力者が音頭を取って創設したこのフランス人義勇兵部隊は「反共フランス義勇軍団」（Légion des Volontaires Français contre le Bolchévisme, 略称LVF）と呼ばれた。
しかし、「反共」と銘打った部隊ではあったものの、集まった隊員の中には文字通り反共の念に燃える者もいれば、単にドイツでの強制労働を逃れたいだけの者や、入隊によって支給される高給を目当てとした者もいるなど、お世辞にも隊員すべてが反共思想の持ち主である部隊とはいえなかった。そのうえ、この部隊はドイツが対ソ開戦に踏み切ったのを機に、パリに割拠する対独協力諸団体の領袖たちが自発的に”大同団結”して創設したものであって、ドイツからのさし金があったわけでもなければ、ヴィシー政権もまったく関与していなかった。

### 1941年12月 モスクワの戦い
ポーランドでの訓練を終えた後の1941年11月、反共フランス義勇軍団はドイツ陸軍第638歩兵連隊（Infanterieregiment 638）としてドイツ陸軍第7歩兵師団（7. Infanterie-Division）に所属し、東部戦線におけるモスクワの戦いに参加した。

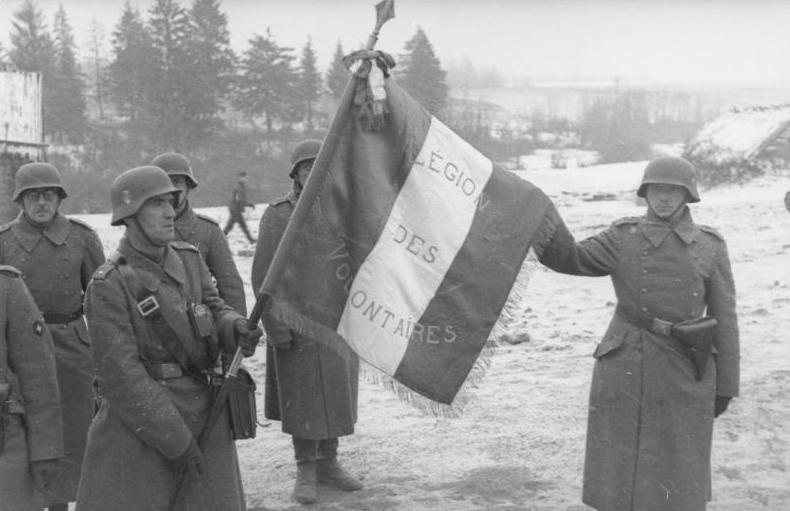
反共フランス義勇軍団の部隊旗（初期型） とフランス人義勇兵。1941年11月、東部戦線での撮影。

1941年12月1日、反共フランス義勇軍団はモスクワ近郊の寒村で初めてソビエト赤軍と交戦した。しかし、2時間程度の短い戦闘であったにもかかわらず、彼らは敵の猛攻によって死傷者を続出し、吹雪の中を逃げ惑うという醜態をさらした。この戦闘の結果を知ったドイツ軍上層部は、反共フランス義勇軍団に戦意が欠けていると判断して彼らを最前線から引き揚げ、戦線後方での任務に就くよう命じた。
1942年、反共フランス義勇軍団はドイツ占領下の白ロシア・ソビエト社会主義共和国においてパルチザン掃討任務に就いたが、同年3月、指揮能力の乏しい指揮官ロジェ・ラボンヌ大佐（Colonel(Oberst) Roger Labonne）がパリに呼び戻された（事実上の解任）。その後、反共フランス義勇軍団は東部戦線の後方地域において様々なドイツ軍師団を転属した。

### 1943年 ヴィシー政権の承認
一方、フランス本国では1942年6月下旬に三色旗軍団（Légion tricolore）という新たな義勇兵部隊が創設され、8月にヴィシー政権の法的裏付けを得て活動を開始した。三色旗軍団は、対ソ戦線で不評の反共フランス義勇軍団にとって代わる兵力の供給がさしあたりの目標とされ、将来は反共フランス義勇軍団をも吸収して国内外で政治活動をする構想であった。
しかし、フランス占領ドイツ軍は三色旗軍団がフランス正規軍の兵力増加に繋がると見て反対し、同年10月に三色旗軍団を解散に追い込んだ。さらに、同年11月27日、ドイツはフランスに残った唯一の正規軍であるヴィシー政権軍（Armée d'armistice）をも解散させた。
時のヴィシー政権の首相ピエール・ラヴァル（Pierre Laval）は、反共フランス義勇軍団をドイツに協力するための唯一の兵力と見なすほかなくなり、1943年2月に反共フランス義勇軍団を法的に認知した。この時期には、占領ドイツ軍の一連の干渉によって職を失った三色旗軍団とヴィシー政権軍のフランス軍人の一部が反共フランス義勇軍団に参加していた。
1943年8月27日、かつてフランス外人部隊の将校としてトンキン、モロッコ、シリア、レバノンを転戦した歴戦の勇士エドガー・ピュオ大佐（Colonel(Oberst) Edgar Puaud）が反共フランス義勇軍団に参加 し、同年9月に指揮官となった。

### 1944年6月 ボブル川の戦い
1944年6月下旬、反共フランス義勇軍団はフランスへ帰国する予定になっていたが、出発の数時間前になってソビエト赤軍がドイツ中央軍集団への大攻勢（バグラチオン作戦）を発動したため、急遽戦場に戻ることとなった。
1944年6月26日から27日の間、白ロシア・ソビエト社会主義共和国ミンスク州ボリソフから約50キロメートル東部のボブル（Bobr）川において、ジャン・ブリドー少佐（Major Jean Bridoux）が指揮を執る反共フランス義勇軍団第I大隊は、ユンカース Ju87 シュトゥーカ、ティーガーI重戦車5輌、一部のSS警察部隊の支援を受けつつ赤軍の攻撃を防いだ。この戦闘で40輌以上の赤軍戦車を撃破 した反共フランス義勇軍団第I大隊の活躍は、ソビエト赤軍が彼らの兵力を「フランス人師団2個」 と誤認して通信するほどのものであった。
ボブル川の戦いにおいて第I大隊が反共フランス義勇軍団の歴史上最も輝かしい功績を残した後、反共フランス義勇軍団の諸部隊はミンスク南部のモリッツ（Moritz）に集まり、ピュオ大佐の命令によってリトアニアのヴィリニュス、次いでポメラニアのグライフェンベルク（Greifenberg、現グリフィツェGryfice）に引き揚げた。そして、彼らは1944年8月末から9月にかけて、武装親衛隊のフランス人義勇兵部隊である第8フランスSS義勇突撃旅団と合流した。

## 第8フランスSS義勇突撃旅団

### 武装親衛隊のフランス人部隊

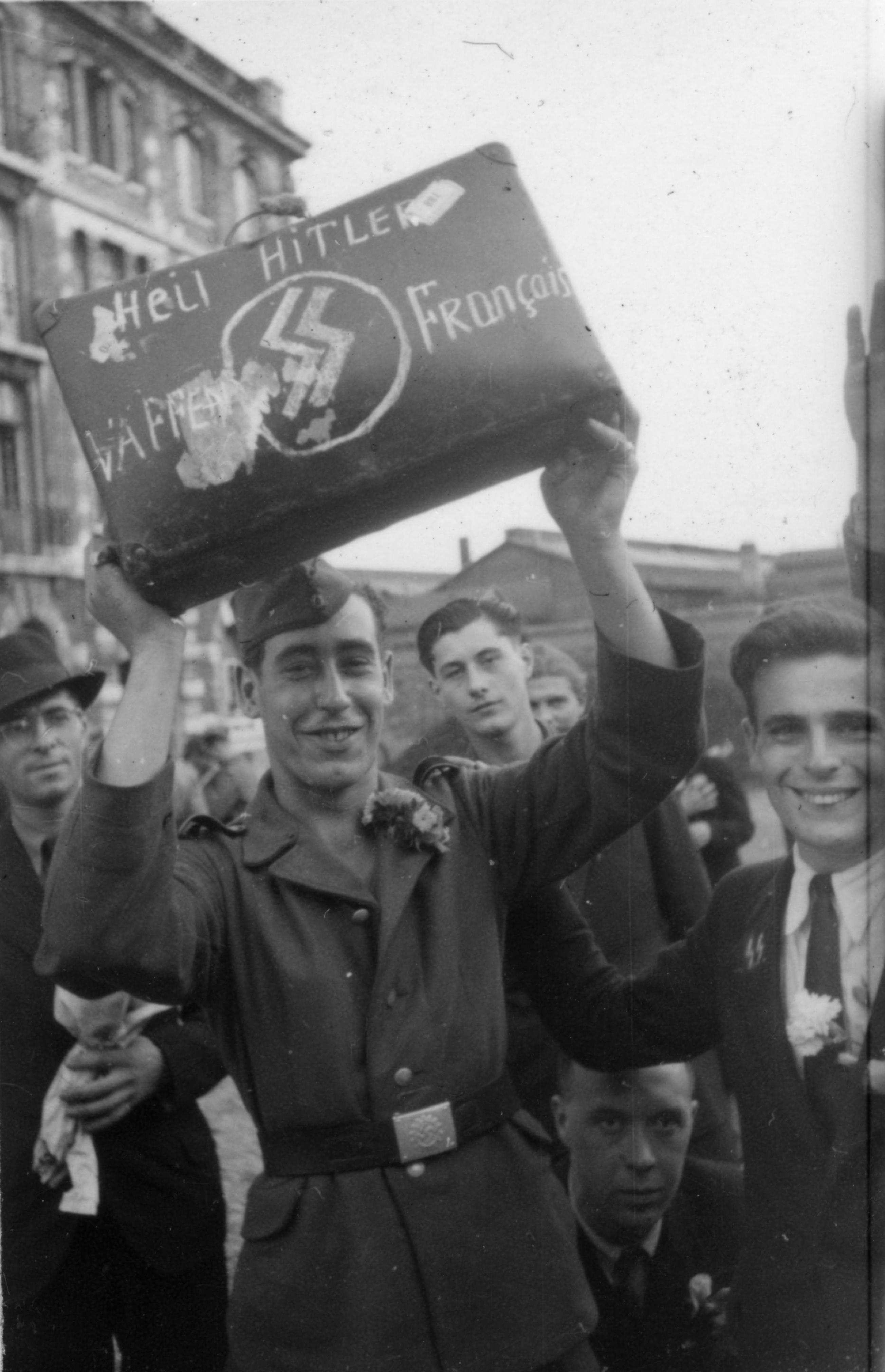
武装親衛隊のフランス人義勇兵。1943年10月、パリでの撮影。

1943年、東部戦線における多大な人的損害が問題となっていたナチス・ドイツは新たな兵力供給源を必要としていた。これによって第三帝国総統アドルフ・ヒトラーは1943年1月30日、武装親衛隊に所属するフランス人義勇兵の募集を許可した。
ドイツ陸軍反共フランス義勇軍団（LVF）が東部戦線に従軍している間の1943年春、武装親衛隊所属のフランス人義勇兵部隊を創設する運動がヴィシー政権下のフランスで始まっていた。募集に応じて集まった義勇兵の大部分はフランス民兵団（Milice française）の隊員と民間の学生であり、彼らはアルザスのゼンハイム（Sennheim）親衛隊訓練施設に移動し、そこで1個突撃旅団を結成した。
旅団長には（この時期の）フランス人義勇兵の中で最も高齢かつ軍事経験豊富な元フランス外人部隊中佐ポール＝マリ・ガモリィ＝デュブルドSS義勇少佐（SS-Frw. Stubaf. Paul-Marie Gamory-Dubourdeau）が就任した。
それから約1年後の1944年7月、この時点で1,688名のフランス人将兵を有する旅団は「第8フランスSS義勇突撃旅団」（8. Französische-SS-Freiwilligen-Sturmbrigade） と改称した。
ちなみに、通常、武装親衛隊の外国人義勇兵の中でいわゆるゲルマン人に属するとされた外国人の階級には
- 「SS義勇***」（SS-Freiwillige ***、短縮形は « SS-Frw. *** »）

が用いられ、ゲルマン人に属さないとされた外国人の階級には
- 「SS所属武装***」（Waffen-*** der SS、短縮形は「SS所属」（der SS）の部分を省略して「武装***」« W-*** »）

が用いられた。これはフランス人義勇兵にも適用されたが、第8フランスSS義勇突撃旅団出身のフランス人義勇兵の階級には特別に「SS義勇」が用いられ、1944年秋の再編時に他の組織（反共フランス義勇軍団、フランス民兵団、ドイツ海軍など）から武装親衛隊に移籍したフランス人義勇兵の階級には「武装」が用いられた。

### 1944年8月 ガリツィアの戦い
1944年6月22日、ソビエト赤軍はバグラチオン作戦を発動して東部戦線の南北全域におけるドイツ軍を脅かした。7月13日にはソビエト赤軍第1白ロシア方面軍と第1ウクライナ方面軍の攻撃により、ドイツ軍北ウクライナ軍集団の戦線が危機に陥った。
そのため、第8フランスSS義勇突撃旅団にも1個大隊規模の戦闘団をウクライナ～ポーランド国境のガリツィア地方へ派遣するよう命令が下り、フランス民兵団指導者ジョゼフ・ダルナンの側近ピエール・カンスSS義勇大尉（SS-Frw. Hstuf. Pierre Cance）率いる第I大隊が8月5日にガリツィアへ出陣した。
現地において第I大隊は、サノク（Sanok）で既に戦闘中の第18SS義勇機甲擲弾兵師団「ホルスト・ヴェッセル」に配属され、赤軍の前進を食い止めるために順次最前線へ向かった。この時の第8フランスSS義勇突撃旅団第I大隊の編制は次の通り。
第8フランスSS義勇突撃旅団第I大隊は1944年9月1日に前線から引き揚げるまで粘り強く戦ったが、その損害は甚大であった。8月5日の戦線到着時に約980名いた大隊の将兵のうち、90名から130名が戦死し、40名から50名が行方不明となり、660名が負傷した。また、この戦闘中にソビエト赤軍の捕虜となったフランス人義勇兵の多くは赤軍兵によって即座に殺害された（処刑を免れた場合でもソビエト連邦領内での過酷な収容所生活が待ち受けていた）。

## 1944年秋 「シャルルマーニュ」旅団の誕生

### 新たなフランス人旅団の編制開始
1944年9月、ドイツ陸軍反共フランス義勇軍団および第8フランスSS義勇突撃旅団は解隊され、それぞれの古参兵は武装親衛隊における新設のフランス人旅団に編入された。第8フランスSS義勇突撃旅団の将兵は「第57SS所属武装擲弾兵連隊」（Waffen-Grenadier-Regiment der SS 57）として、反共フランス義勇軍団の将兵は「第58SS所属武装擲弾兵連隊」（Waffen-Grenadier-Regiment der SS 58）として編制され、この2個連隊 が旅団の基幹部隊となった。
第57SS所属武装擲弾兵の連隊長には突撃旅団の指揮官であったポール＝マリ・ガモリィ＝デュブルドSS義勇中佐（SS-Frw. Ostubaf. Paul-Marie Gamory-Dubourdeau）が就任し、第58SS所属武装擲弾兵連隊の連隊長には反共フランス義勇軍団第I大隊長であったジャン・ブリドー武装少佐（W-Stubaf. Jean Bridoux）が就任した。そして、旅団長には反共フランス義勇軍団指揮官であったエドガー・ピュオ武装上級大佐（W-Obf. Edgar Puaud）が就任したが、1944年9月25日、親衛隊全国指導者ハインリヒ・ヒムラーからフランスSS部隊査察官に任じられていたグスタフ・クルケンベルクSS少将（SS-Brigf. Gustav Krukenberg）が旅団に着任した。

### グスタフ・クルケンベルクSS少将
ダンツィヒ回廊の様々な場所やドイツ各地において、新設のフランス人旅団の編制と訓練はグスタフ・クルケンベルクSS少将が最高査察官を務めるドイツ人部署、すなわち「フランスSS部隊査察部」（独：Inspektion der Französischen SS-Verbände / 仏：Inspection des Formations SS Françaises）の監督下で進められた。
かつて第VSS山岳軍団や第IIISS装甲軍団の参謀長を務めていたクルケンベルクSS少将は、1926年から1931年にかけてフランスに軍事留学した経験が有り、フランス人への理解が深く、流暢にフランス語を話すなど、フランスSS部隊査察部の最高査察官としてまさに適任の人物であった。クルケンベルクの建前上の役割は旅団長エドガー・ピュオ武装上級大佐と異なる視点から旅団を監督することであったが、実際に旅団の実権を握っていたのはクルケンベルクであり、次第に旅団長ピュオ武装上級大佐の立場は形骸化していった。

### 1944年10月 「シャルルマーニュ」の名称付与

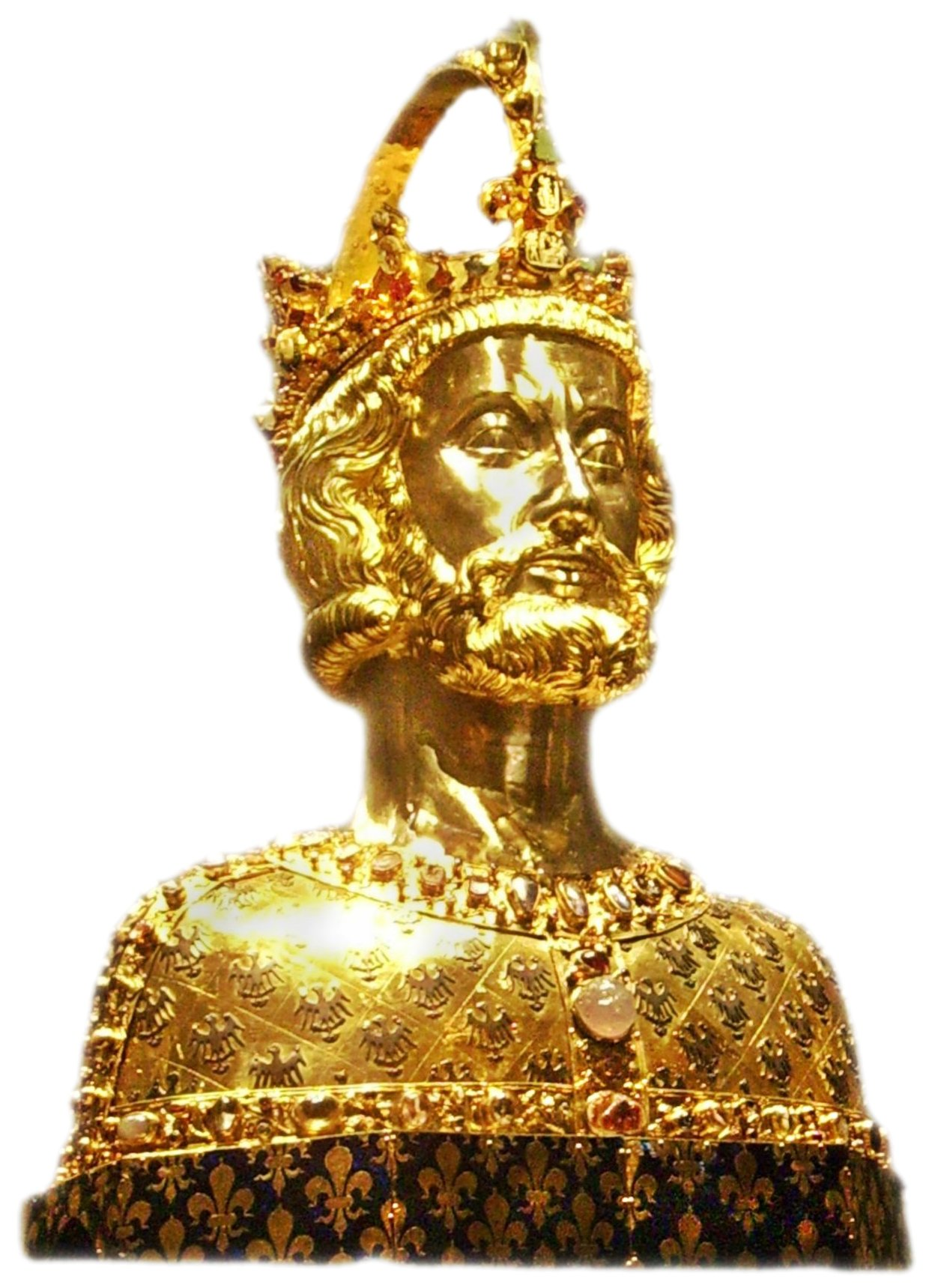
「シャルルマーニュ」（フランク王国国王カール大帝）（胸像）

1944年9月末、ドイツに避難していたフランス民兵団の指導者ジョゼフ・ダルナンはベルリンの親衛隊本部長ゴットロープ・ベルガーと会見し、ドイツに避難した民兵団員の今後について話し合った。その際にダルナンは編制中の新たな武装親衛隊フランス人旅団の名称として、15世紀のフランスの国民的英雄である「ジャンヌ・ダルク」（Jeanne d'Arc）を提案した。
しかし、1944年10月、親衛隊全国指導者ハインリヒ・ヒムラーは新設のフランス人旅団に「シャルルマーニュ」（Charlemagne）の名を冠した。あまりにもフランス的・カトリック的な名称である「ジャンヌ・ダルク」と比べて、「シャルルマーニュ」（カール大帝。ドイツ史とフランス史においてフランク王国国王として有名）は汎ヨーロッパ的な名称であるとの判断からであった。

## 1944年11月 フランス民兵団員の編入

### 到着
1944年11月5日、ドイツ中央部のレーン山地（Rhön）にある演習場「ヴィルトフレッケン演習場」（Truppenübungsplatz Wildflecken）で訓練中の「シャルルマーニュ」旅団に、民兵団高級指揮官ジャン・バソンピエール（Jean Bassompierre）とエミール・レイボー（Émile Raybaud）に引率されたフランス民兵団の隊員数千名が到着した。彼らは連合軍によってフランスがナチス・ドイツにのフランス占領下から解放された1944年夏以後、民衆やレジスタンスの報復から逃れるためにドイツのウルムへ避難していたが、親衛隊上層部と民兵団指導者ジョゼフ・ダルナン（Joseph Darnand）との長期にわたる会談の結果、武装親衛隊のフランス人部隊（「シャルルマーニュ」旅団）に編入されることが決定したのであった。
レジスタンスから鹵獲したステン短機関銃、スミス&ウェッソンやコルトのリボルバーを装備し、民兵団の特徴であるダークブルーの制服とベレー帽という格好で兵舎に到着した民兵団員たちは、ドイツの軍服を着ているフランス人たちに冷たく出迎えられた。ドイツ国防軍や武装親衛隊に所属し、東部戦線で戦闘経験を積んだフランス人義勇兵たちは民兵団員を見て、「まるでギャングやカウボーイだな」と嘲った。そして民兵団員は、自分たちと対面した「ドイツ人よりもドイツ人らしく見える」フランス人たちを見て不安に思った。
1943年初頭の民兵団創設から1944年夏に至るまで、フランス占領ドイツ軍と協力してマキなどのレジスタンス組織と戦ってきた民兵団であったが、ヴィルトフレッケン到着時の多くの民兵団員の態度は極めて反ドイツ的であった。宿舎に入った民兵団員は壁に掛かっているアドルフ・ヒトラーの肖像画・写真を撤去して片隅に追いやり、代わりに民兵団指導者ジョゼフ・ダルナンの写真やヴィシー政権の象徴ペタン元帥の写真とフランス国旗を飾りつけた（これを発見した演習場の職員は仰天した）。
彼ら民兵団員は武装親衛隊に編入されたものの、ヒトラーに対する忠誠宣誓はまだ行っていなかった。「シャルルマーニュ」旅団本部は宣誓式を催すに最適な日として1944年11月12日を選んだ（民兵団員からの反発に備え、クルケンベルクSS少将は懲罰小隊を編制した）。

### アドルフ・ヒトラーへの忠誠宣誓式
1944年11月12日（日曜日）朝、反共フランス義勇軍団出身の従軍司祭ジャン・ド・マヨール・ド・リュペ（モンシニョール）武装少佐（W-Stubaf. Mgr. Jean de Mayol de Lupé）によるミサが執り行なわれた後、フランス民兵団員はヴィルトフレッケン演習場のアドルフ・ヒトラー広場（Adolf Hitler Platz）に集合した。未だに民兵団のダークブルーの制服を着ている彼らが出席する、第三帝国総統アドルフ・ヒトラーへの忠誠宣誓式の予定時刻は午前9時とされていた。
雪が降る低い気温の中、「シャルルマーニュ」旅団の各部隊はアドルフ・ヒトラー広場の周囲に整列し、民兵団員の忠誠宣誓式を見届ける準備を整えた。演壇にはグスタフ・クルケンベルクSS少将、エドガー・ピュオ武装上級大佐、ジョゼフ・ダルナン、レオン・デグレルSS少佐（第28SS義勇擲弾兵師団「ヴァロニェン」師団長）が立ち、その後ろに「シャルルマーニュ」旅団の将校一同とフランスSS部隊査察部が並んだ。宣誓式に先立ち、ド・リュペ司祭は次のように演説した。
| 「 | スターリンとボルシェヴィズムは純粋状態で悪の化身である。東方では神と悪魔が争っており、諸君は悪魔との戦いに武装親衛隊の階級をもって加わるであろう。誇りにせよ。アドルフ・ヒトラー総統万歳！ 我らがフランス＝ドイツの祖国万歳！ | 」 |

続いてクルケンベルクSS少将とピュオ武装上級大佐が手短に演説した後、忠誠宣誓式が開始された。ドイツ人将校が持つ剣に代表4名が左手を添え、民兵団員は忠誠宣誓の文言をフランス語で繰り返し述べた（しかし、民兵団員の多くは無言もしくは不明瞭に言うことでヒトラーへの忠誠宣誓を頑なに拒んでいた）。
民兵団員の宣誓終了後、「シャルルマーニュ」旅団の将兵（民兵団員も含め約7,000名）は「親衛隊の歌（縦ひ全てが背くとも）」（SS-Lied / Wenn alle untreu werden）を斉唱し、各部隊によるパレードが始まった。全軍の先頭は反共フランス義勇軍団出身の第58SS所属武装擲弾兵連隊長ジャン・ブリドー武装少佐が進み、続いて旅団の精鋭「名誉中隊」（Compagnie d'Honneur）が「親衛隊は敵地を進む」を歌いながら行進し、その後に残りの部隊と民兵団員が演壇の前を行進した。この時、自分の前を整列して行進する民兵団員の姿を見た「ヴァロニェン」師団長レオン・デグレルSS少佐は、「あの者たちを我が配下にしたい」とコメントした。
なお、このパレードの最中、「かしら（頭）、右！」の号令の際に民兵団員の1個小隊全員が誤って左を向いてしまい、観衆を困惑させる場面もあった（多くの民兵団員はドイツ語がわからなかった）。

## 「シャルルマーニュ」の構成人員
こうして、紆余曲折を経てフランス民兵団員を加えたSS所属武装擲弾兵旅団「シャルルマーニュ」（フランス第1）（Waffen-Grenadier-Brigade der SS Charlemagne (französische Nr.1)）には、1944年秋以降、ドイツ海軍、国家社会主義自動車軍団（NSKK）、若干のスイス、フランス海外植民地出身の義勇兵も補充兵として旅団に編入された。1944年の秋から冬にかけて「シャルルマーニュ」旅団を構成していたフランス人義勇兵の内訳は次の通り。
| 出身組織                               | 人数      |
| -------------------------------------- | --------- |
| 第8フランスSS義勇突撃旅団              | 約1,000名 |
| 反共フランス義勇軍団                   | 約1,200名 |
| フランス民兵団                         | 約2,500名 |
| ドイツ海軍、海軍警察隊                 | 640名     |
| 国家社会主義自動車軍団（NSKK）、その他 | 約2,000名 |
| 合計                                   | 7,340名   |

## 「シャルルマーニュ」の訓練
第二次世界大戦（独ソ戦）におけるドイツ軍の敗色が濃い1944年晩秋から冬の時期も、第三帝国は兵科・各部の専門教育を行う余力を残していた。この時期の「シャルルマーニュ」旅団将兵のうち、次の者はヨーロッパ各地にある軍事基地・訓練施設に送られて専門教育を受けた。
| 対象                           | 訓練施設・学校名 | 所在地                                                         |
| ------------------------------ | --- | -------------------------------------------------------------- |
| 下士官候補生                   | ポーゼン＝トレスコウSS下士官学校（SS-Unterführerschule Posen-Treskau） パーダーボルンSS下士官学校（SS-Unterführerschule Paderborn） | ポーゼン（現ポズナンPoznań） パーダーボルン（Paderborn）       |
| 士官候補生                     | キーンシュラークSS士官学校（SS装甲擲弾兵学校） （SS-Junkerschule(SS-Panzergrenadierschule) Kienschlag）                             | ボヘミア＝モラヴィア（ベーメン＝メーレン） （Böhmen - Mähren） |
| 工兵                           | フラディシュコSS工兵学校 （SS-Pionierschule Hradischko）                                                                            | ボヘミア＝モラヴィア                                           |
| 通信兵                         | シュテルツィンク＝ヴィピテーノSS通信学校 （SS-Nachrichtenschule Sterzing-Vipiteno）                                                 | 南チロル・ヴィピテーノ（de:Sterzing / it:Vipiteno）            |
| 整備兵                         | | ベルリン（Berlin）                                             |
| 医療スタッフ（衛生兵、その他） | | シュテッティン（Stettin）                                      |
| 通訳                           | オラニエンブルクSS通訳学校 （SS-Dolmetscherschule Oranienburg）                                                                     | ベルリン近郊オラニエンブルク（Oranienburg）                    |
| 中隊書記                       | | ブレスラウ（Breslau）                                          |
| 突撃砲中隊と戦車猟兵           | ヤノヴィッツ（Janowitz） | ボヘミア＝モラヴィア                                           |
| 歩兵砲中隊の人員               | | ブレスラウ＝リサ（Breslau-Lissa）                              |
| 砲兵将校                       | ベネシャウSS砲兵学校 （SS-Artillerieschule Beneschau）                                                                              | ボヘミア＝モラヴィア                                           |
| 砲兵                           | ヨゼフシュタット（Josefstadt） | ボヘミア＝モラヴィア                                           |
| 馬車の御者                     | ゲッティンゲンSS騎兵学校 （SS-Kavallerieschule Göttingen）                                                                          | ゲッティンゲン（Göttingen）                                    |

なお、「シャルルマーニュ」旅団の武装擲弾兵（歩兵）はヴィルトフレッケン演習場に残って訓練を続けた。

## 1945年2月 「シャルルマーニュ」師団への昇格

### 1944年12月 連隊長2名の交代
ヴィルトフレッケン演習場で「シャルルマーニュ」旅団が訓練を続けている間の1944年12月、旅団の基幹部隊である第57SS所属武装擲弾兵連隊と第58SS所属武装擲弾兵連隊の初代連隊長がそれぞれ「シャルルマーニュ」旅団を去った。そのうち、第57連隊長ポール＝マリ・ガモリィ＝デュブルドSS義勇中佐は高齢および健康上の理由でベルリンの親衛隊本部に転属となったが、第58連隊長ジャン・ブリドー武装少佐は誰にも何も連絡せず忽然とヴィルトフレッケン演習場から姿を消したのであった。そのため、グスタフ・クルケンベルクSS少将は第57SS所属武装擲弾兵連隊の新たな連隊長としてヴィクトル・ド・ブルモン武装大尉（W-Hstuf. Victor de Bourmont）を、第58SS所属武装擲弾兵連隊の新たな連隊長としてエミール・レイボー武装大尉（W-Hstuf. Émile Raybaud）を指名した。

### 血液型の刺青
1945年1月、「シャルルマーニュ」旅団の将兵に対して血液型の刺青（親衛隊隊員の特徴）を左腋の下に施すという通達が出されたが、将兵の多くはこの通達に驚き、そして歓迎しなかった。当時、ロシア人（赤軍兵）は負傷したドイツ兵や捕虜の腕を調べ、腕に血液型の刺青がある者は即刻処刑しているという噂が流布していたため、旅団将兵の中にはどうにかして刺青を回避する者もいた。最終的に1月初旬から「シャルルマーニュ」旅団将兵に対する血液型の刺青が開始されたが、実際に刺青を施した者は全フランス人武装親衛隊隊員のうち約4分の1の者だけであった。

### 師団への昇格
この頃、徐々にドイツ本国へ迫る西部戦線において、連合軍に所属するフランス軍部隊（自由フランス軍）と武装親衛隊フランス人義勇兵が交戦する可能性が出てきたため、「シャルルマーニュ」旅団は西部戦線で戦わないよう親衛隊全国指導者ハインリヒ・ヒムラーから特別の配慮を受けた。さらにヒムラーは、彼らがフランス国旗の下で戦うこと、カトリックの従軍司祭の同行許可を与えること（ドイツ国防軍と異なり、武装親衛隊に従軍司祭制度はない）、ドイツが勝利した暁にはフランスの主権を回復することも確約した。
1945年2月10日（2月1日とする説もある）、SS所属武装擲弾兵旅団「シャルルマーニュ」はさらに拡張されて師団規模に昇格、正式に第33SS所属武装擲弾兵師団 「シャルルマーニュ」（フランス第1）（33. Waffen-Grenadier-Division der SS "Charlemagne" (französische Nr. 1)） となった。この時の「シャルルマーニュ」師団の編制は次の通り。
しかし、訓練期間中の1944年12月には7,340名 の将兵を数えた「シャルルマーニュ」であったが、ヴァイクセル軍集団の報告書（1945年2月15日付）の人員表によると、1945年2月のポメラニア戦線出陣時の「シャルルマーニュ」師団の兵力は将校102名、下士官886名、兵5,375名の合計6,363名 であり、国防軍の中でも劣弱とされた国民擲弾兵師団（定数1万名余り）をも下回っていた。

## 1945年2月下旬～3月 ポメラニア戦線

### 第18山岳軍団
1945年2月20日、「シャルルマーニュ」師団の先遣隊は東部戦線のポメラニアに向かい、シュテッティン・アルトダム（Altdamm）鉄道駅に到着した。22日に師団はハマーシュタイン（Hammerstein、現ツァルネCzarne）に鉄道輸送され、ドイツ陸軍ヴァイクセル軍集団第2軍麾下の第18山岳軍団（XVIII. Gebirgskorps）に配属された。
フリードリヒ・ホホバウム歩兵大将（General der Infanterie Friedrich Hochbaum）の第18山岳軍団は、北方のフィンランド・ラップランド戦線から2月15日にポメラニア戦線へ投入されたばかりの軍団であり、さらに、軍団所属の師団は東部戦線で疲弊・消耗したドイツ陸軍第32歩兵師団、武装親衛隊第15SS武装擲弾兵師団(ラトビア第1) という有様であった。そして、これらの劣弱な2個師団と肩を並べて、「シャルルマーニュ」師団のフランス人義勇兵が戦場に投入された。
1945年2月24日午後、第57SS所属武装擲弾兵連隊の偵察部隊がソビエト赤軍と交戦し、「シャルルマーニュ」師団にとってのポメラニア戦線が開始された。
この時、「シャルルマーニュ」師団は戦闘準備を行っている最中に、ソビエト赤軍第1白ロシア方面軍所属の4個歩兵師団と2個戦車旅団の攻撃を受けた。重兵器どころか、無線機、地図さえも十分に装備していない「シャルルマーニュ」師団将兵は、手持ちのパンツァーファウストなどの軽装備だけで圧倒的多数の敵戦車に立ち向かうほかなかった。
その結果、ハマーシュタイン周辺での戦闘が開始されてから48時間も経過していない1945年2月25日夜の時点で、「シャルルマーニュ」師団は甚大な損害を被っていた。（資料によって数字に差があるが）およそ500名（将校5名）が戦死し、1,000名（将校15名）が負傷もしくは行方不明となった。

### 行進連隊と予備連隊
1945年3月1日、グスタフ・クルケンベルクSS少将は不利な状況を打破するために師団の戦地再編制を決定した。間もなく、クルケンベルクの命令を受けた第58SS所属武装擲弾兵連隊長エミール・レイボー武装少佐によって、師団最良の部隊を集めた「行進連隊」（Régiment de Marche）、それ以外の部隊を集めた「予備連隊」（Régiment de Réserve）が編制された。各連隊はそれぞれ2個大隊で構成されていた。この時の「シャルルマーニュ」師団の編制は次の通り。
1945年3月4日、ヴァイクセル軍集団司令部の親衛隊全国指導者ハインリヒ・ヒムラー（当時、ヴァイクセル軍集団司令官）と無線連絡を取ったグスタフ・クルケンベルクSS少将とエドガー・ピュオ武装上級大佐は、ケーリン（Körlin、現カルリノKarlino）でソビエト赤軍に包囲された「シャルルマーニュ」師団を数グループに分けた上での包囲突破を決断した。しかし、ケーリンの西部はソビエト赤軍に制圧されていたため、彼らはケーリン南東部のドイツ国防軍部隊が確保しているベルガルト（Belgard、現ビャウォガルトBiałogard）を経由して西を目指すことを計画した。
包囲突破に際しての行軍の順番は直ちに決定された。先鋒部隊はアンリ・フネSS義勇中尉の行進連隊第I大隊と師団本部が務め、その次にヴィクトル・ド・ブルモン武装大尉の予備連隊（師団の中核）が続き、後衛部隊はジャン・バソンピエール武装大尉の行進連隊第II大隊が務めることとなった。
この時、クルケンベルクSS少将をはじめとするフランスSS部隊査察部のドイツ人将兵は先鋒を務めるフネの大隊に加わった。しかし、師団長のピュオ武装上級大佐は師団の最後の部隊が出発するまでケーリンに留まることを希望し、先鋒部隊へ参加することを拒否してヴィクトル・ド・ブルモンの予備連隊と共に待機していた。

## 1945年3月 「シャルルマーニュ」師団壊滅

### 包囲突破開始
1945年3月4日午後11時、「シャルルマーニュ」師団はケーリンからの包囲突破を開始した。アンリ・フネSS義勇中尉の行進連隊第I大隊と師団本部から成る先鋒部隊は、行軍速度低下の要因となる重装備を命令通りにすべて遺棄し、順調に行動した。
フネの大隊が出発して2時間が経った後の3月5日午前1時頃、ケーリンに留まっていた師団長エドガー・ピュオ武装上級大佐は考えを改め、先鋒部隊に合流するために幕僚数名を連れて自動車を飛ばした。しかし、その途中で車が故障したため、彼らは徒歩でケーリンに戻り、ヴィクトル・ド・ブルモン武装大尉の予備連隊を集合させた。
3月5日午前2時頃、「シャルルマーニュ」師団の中核である予備連隊はケーリンからの移動を開始した。しかしこの時、彼らはクルケンベルクSS少将からあらかじめ伝えられていた命令に背いて、行軍速度低下の要因となる馬車や不要な重装備を伴っていた。さらに、指揮官ド・ブルモン武装大尉が2キロメートル先にまで迫ったベルガルトの状況を把握する間、行軍停止を命じられた予備連隊は真夜中の寒空の下で長時間待たされ、次第に彼らの士気は低下していった。
やがて隊列から離れて勝手な行動をとる者も現れ始め、ケーリンに戻ろうとする馬車と後続の馬車が事故を起こし、荷車が横転して馬が逃げ出すなど、予備連隊の状況は悪化の一途を辿った。連隊の将兵と同様に指揮官ド・ブルモン武装大尉も絶望感に苛まれたが、それでもなお、夜明け頃に予備連隊は炎上するベルガルトの町の南西部の森に到着した。

### 1945年3月5日 ベルガルト平原の戦い
1945年3月5日午前8時頃、ベルガルト南西部にいた「シャルルマーニュ」師団予備連隊は、立ち込めた霧に乗じて移動を再開した。
この時、予備連隊に同行していた師団長エドガー・ピュオ武装上級大佐は、予備連隊が平原上を移動し始めたのを見て、傍にいたピエール＝マリ・メテ武装中尉（W-Ostuf. Pierre-Marie Métais）（第58SS所属武装擲弾兵連隊軍医）に尋ねた。
| 「 | 何が起こっているのだ？ 気は確かか！ 先頭は誰だ？ | 」 |

「ド・ブルモンです」というメテの答えを聞いた後、ピュオは師団参謀長ジャン・ド・ヴォージュラ武装少佐（W-Stubaf. Jean de Vaugelas）の方を向き、「敵に占領されていない森を見つけ、その中で防御体勢をとれ」とド・ブルモンに伝えるよう命令した。ド・ヴォージュラが馬に乗って連隊の先頭へ向かった後、ピュオは嘆きの言葉を続けた。
| 「 | 正気の沙汰ではないぞ。日中は森に隠れているよう勧めたのに・・・。このまま行進を続ければ、我々は皆殺しにされるぞ！ | 」 |

それから間を置かず、突如として予備連隊の周囲に立ち込めていた霧が消え去った。平原上にその姿があらわとなった彼らの近くには、移動中のソビエト赤軍戦車部隊および機械化砲兵部隊がいた。
こうして、一方的な虐殺に等しい戦闘が開始された。遮蔽物が無い平原上の「シャルルマーニュ」師団将兵に身を守る術は無く、ソビエト赤軍の迫撃砲弾と戦車砲弾と機銃掃射を浴びたフランス人義勇兵はわずか数分で数百名が死傷した。この戦闘を目撃したフランス人義勇兵の1人アンドレ・ベイルSS義勇伍長（SS-Frw. Uscha. André Bayle）によると、少なくとも50輌のT-34/85戦車が全ての搭載火器を発砲していたという。
さらに、予備連隊は対戦車兵器をケーリンの後衛部隊に引き渡していたため、この時点で彼らには敵に立ち向かう術も無かった。ソビエト赤軍戦車は予備連隊の中に突撃し、進路上のありとあらゆるものをキャタピラで轢き潰した。パニック状態に陥ったフランス人義勇兵たちは蜘蛛の子を散らすように逃げ惑い、ある者は殺され、ある者は近隣の森や遠方の村落へ逃げ込み、ある者は力尽きてソビエト赤軍に投降した。森へ逃れたフランス人義勇兵の中には、赤軍兵が森に入って来たのを見て自決する者もいた。
なお、予備連隊に同行していた「シャルルマーニュ」師団長エドガー・ピュオ武装上級大佐はこの虐殺的戦闘を生き延びたが、同日の午後、負傷しつつも生存している姿を何名かの師団将兵に目撃されたのを最後に行方不明となった。ピュオの最期の詳細は不明であり、その生死に関しては様々な説が現在までに伝えられている。
また、予備連隊長のヴィクトル・ド・ブルモン武装大尉もピュオと同様にこの戦闘を生き延び、同日の午後には、予備連隊の後衛を務めていたイヴァン・バルトロメイSS義勇中尉（SS-Frw. Ostuf. Ivan Bartolomei）の中隊に約100～150名の生存者を率いて合流した。彼らは夜になってからシュテッティン方面へ向かおうとしたが、吹雪によって互いの連絡を失った。それから現在に至るまでヴィクトル・ド・ブルモンの消息は不明のままであるが、彼はポメラニアのどこかで死亡したと推定されている。

## ポメラニア戦線撤退

### 行進連隊第I大隊
一方、予備連隊に先んじてケーリンを出発したアンリ・フネSS義勇中尉とグスタフ・クルケンベルクSS少将の行進連隊第I大隊は、3月5日朝の時点でベルガルト南部の森林地帯に到達していた。彼ら行進連隊第I大隊は森の中を進み、夜間は暗闇に乗じて移動を続け、3月6日夜にドイツ国防軍のオスカー・ムンツェル少将（Generalmajor Oskar Munzel）麾下の軍団が再集結中のメゼリッツ（Meseritz、現ミエンジジェチMiędzyrzecz）にほぼ無傷で到達することができた。
この時点で約800名の行進連隊第I大隊は、後にハンス・フォン・テッタウ歩兵大将（General der Infanterie Hans von Tettau）の「フォン・テッタウ」戦闘団に組み込まれ、バルト海沿岸部の都市Dievenow（現ジブヌフDziwnów）への突破作戦に参加し、ポメラニア戦線からの撤退に成功した。

### 総括
ケーリンからの包囲脱出に際して「シャルルマーニュ」師団は壊滅し、少数の残存兵はバルト海沿岸部へ撤退した。彼らはそれぞれ陸路もしくは海路でドイツ本土やデンマークへ移動し、再編制を受けるためにベルリン北部のノイシュトレーリッツ（Neustrelitz）地域に順次集合した。
1945年2月下旬から3月の間のポメラニア戦線において、「シャルルマーニュ」師団は
- 師団長　エドガー・ピュオ武装上級大佐（行方不明）
- 師団参謀長　ジャン・ド・ヴォージュラ武装少佐（捕虜）
- 行進連隊長　エミール・レイボー武装中佐（重傷）
- 予備連隊長　ヴィクトル・ド・ブルモン武装大尉（行方不明）
- 第57SS所属武装擲弾兵連隊第II大隊長　ルネ＝アンドレ・オービッツ武装大尉（戦死）
- 行進連隊第II大隊長　ジャン・バソンピエール武装大尉（捕虜）
- 予備連隊第I大隊長　エミール・モヌーズ武装大尉（戦死）
- 予備連隊第II大隊長　モーリス・ベレー武装大尉（過労で意識不明）

を含む約4,800名の将兵を失った。

## 1945年4月 ベルリン防衛戦

### 「シャルルマーニュ」再編制
1945年3月、大損害を被ってポメラニア戦線から撤退した「シャルルマーニュ」師団の生存者は、陸路もしくは海路でドイツ北部地域を目指し、アンクラム（Anklam）北西に位置するヤルゲリン（Jargelin）を集結地点とした。その後、生存者が多少集まった「シャルルマーニュ」師団は3月24日にノイシュトレーリッツ（Neustrelitz）に移動し、師団司令部をベルリン北方のカルピン（Carpin）に設置した上で再編制に着手した。
4月初旬、再編制後の「シャルルマーニュ」師団（連隊）の兵力は約1,000名に回復したが、親衛隊全国指導者ハインリヒ・ヒムラーとフランスSS部隊最高査察官兼「シャルルマーニュ」師団長グスタフ・クルケンベルクSS少将は、これ以上の戦闘継続を希望しない将兵を戦闘任務から解放した上で、師団（連隊）に残った真の意味での義勇兵だけで構成される新たな「シャルルマーニュ」の編制を決定した。
4月23日、ベルリンの総統官邸はクルケンベルクとその部下に対し、ベルリンへ移動するよう命令した。4月24日午前4時頃に連絡を受けたクルケンベルクは、戦闘継続を希望した300名のフランス人将兵を連れてソビエト赤軍の迫るベルリンへ向かうことを選んだ。ベルリンへの出発を希望したフランス人義勇兵は、第8フランスSS義勇突撃旅団以来の古参将校アンリ・フネSS義勇大尉が指揮官を務める「フランスSS突撃大隊」（Französische SS-Sturmbataillon） として再編制された。

### ベルリンへの出発
1945年4月24日早朝、グスタフ・クルケンベルクSS少将とアンリ・フネSS義勇大尉のフランスSS突撃大隊はトラックに乗ってベルリン北方のカルピンを出発した。しかし、道中においてソビエト赤軍部隊との遭遇を避けるため遠回りをしたり、渡ろうとした橋が国民突撃隊によって誤爆されたりするなどして時間を取られ、ようやくベルリン市内のベルリン・オリンピアシュタディオン近隣の国立競技場（Reichssportfeld）に到着したのは同日の午後10時頃であった。フランスSS突撃大隊の将兵がベルリンに到着した時、街の人々の話し声以外には何も聞こえないほど、ベルリンは異様に静かであった。
ベルリン到着後、フランスSS突撃大隊は既にベルリン市街で戦闘中の第11SS義勇装甲擲弾兵師団「ノルトラント」の所属となったが、同時期に「ノルトラント」師団長ヨアヒム・ツィーグラーSS少将（SS-Brigf. Joachim Ziegler）が解任されたため、クルケンベルクが後任の「ノルトラント」師団長に就任した。
4月25日朝、フランス人義勇兵たちはテンペルホーフ方面への移動を開始した。ベルリン市街戦におけるフランスSS突撃大隊の編制は次の通り。
フランス人義勇兵たちはベルリン到着後に新たに与えられた車列に乗って移動したが、その途中、彼らは「親衛隊は敵地を進む」を歌い始めた。すると、ベルリン市民は建物の窓、玄関、歩道から彼らをヴァルター・ヴェンク装甲兵大将のドイツ第12軍の先鋒部隊と思って熱烈に歓迎した（当時、ヒトラー総統の命令を受けたヴェンク軍がベルリン救援に現れる、と多くの新聞記事で報じられていた）。
その歓迎に感じ入って涙目になりつつ、フランス人義勇兵たちはナチス式敬礼をしたり、武器を誇らしく掲げたり、少女たちに投げキッスを送るなどして歓迎に応えた。やがてフランス人義勇兵たちの車列がしばらくの間移動を停止すると、あらゆる年齢層のベルリン市民が彼らの周りに集まった。ベルリン市民が手を振って感謝の意を述べた後、フランス人義勇兵たちは移動を再開した。

### ベルリン市街戦
1945年4月26日朝、「ノルトラント」師団第11SS戦車大隊「ヘルマン・フォン・ザルツァ」所属のティーガーII重戦車の支援を受けたフランスSS突撃大隊は、テンペルホーフ空港近くのノイケルンで反撃を開始した。ベルリン市街の道路を進む彼らの前にはソビエト赤軍の戦車、対戦車砲、PM1910重機関銃、迫撃砲、狙撃兵が待ち構えていた。たちまち激戦が繰り広げられ、パンツァーファウストでT-34戦車を撃破する武装親衛隊フランス人義勇兵、そしてその彼らを的にしたソビエト赤軍狙撃兵によって双方の被害は甚大なものとなった。
ノイケルンの戦い（ベルリン市街戦の中でもソビエト赤軍が後退を余儀なくされた稀有な戦い）でフランス人義勇兵たちが「鉄クズ」にしたT-34戦車は14輌 を数え、ソビエト赤軍将兵の死傷者は数え切れないほどであったが、フランスSS突撃大隊も150名～200名の将兵を失った。
ベルリン市街戦におけるドイツ軍の防衛線は4月28日までに著しく縮小したが、その一方でソビエト赤軍の戦車約108輌がベルリン南東部のSバーン防衛線内で撃破されており、それらのうち62輌はアンリ・フネSS義勇大尉が指揮するフランスSS突撃大隊の攻撃によって撃破されたものであった。フネと彼の大隊は各拠点の防衛のために、ノイケルン、ベレ＝アリアンス・プラッツ（Belle-Alliance-Platz, 現メーリンクプラッツMehringplatz）、ヴィルヘルム通り（Wilhelmstraße）、フリードリヒ通り（Friedrichstraße）などを絶え間なく転戦した。

### フランスSS突撃大隊の騎士鉄十字章受章者
1945年4月29日、ソビエト赤軍はベルリン中心部への総攻撃を開始した。フランスSS突撃大隊は激戦に巻き込まれたが、その中で戦術学校のフランス人義勇兵ウジェーヌ・ヴォロ武装伍長（W-Uscha. Eugène Vaulot）は、ノイケルンで撃破した2輛と合わせて合計8輛のソビエト赤軍戦車をパンツァーファウストで撃破した。
同日の午後、ベルリン地下鉄市中央駅（U-Bahnhof Stadtmitte）において「ノルトラント」師団司令官グスタフ・クルケンベルクSS少将は、ベルリン市街戦中に8輛のソビエト赤軍戦車を撃破したウジェーヌ・ヴォロ武装伍長に騎士鉄十字章を授与した。そしてクルケンベルクは戦後の供述で、1945年4月29日の出来事を次のように語っている。
しかしながら、武装親衛隊の騎士鉄十字章受章者について述べたErnst-Günther Krätschmerの著書"Die Ritterkreuzträger der Waffen-SS"によれば、同じく1945年4月29日に、ヴォロ武装伍長とヘルツィヒSS少佐以外にも騎士鉄十字章を授与された者がおり、その中にはフランスSS突撃大隊指揮官のアンリ・フネSS義勇大尉、「シャルルマーニュ」師団戦術学校指揮官ヴィルヘルム・ヴェーバーSS中尉、戦術学校下士官のフランソワ・アポロ武装曹長（W-Oscha. François Appolot）の3名も含まれている。
ただし、いずれも公式勲記が存在していないため、この3名に対する騎士鉄十字章授与の事実を証明することは不可能であるが、ベルリン市街戦におけるフランスSS突撃大隊のウジェーヌ・ヴォロ以外に、アンリ・フネ、ヴィルヘルム・ヴェーバー、フランソワ・アポロも騎士鉄十字章を受章したというのが現在の通説である。

### 1945年5月2日 ベルリン陥落
その後、フランスSS突撃大隊は迫り来るソビエト赤軍によって航空省近辺への後退を余儀なくされた。これまでの一週間にフランスSS突撃大隊の将兵のほとんどが斃れており、1945年5月2日のベルリン陥落の時点でフランスSS突撃大隊の生存者は数十名（文献によっては約20名、もしくは約50名）のみであった。
1945年4月29日にフランス人として初めて騎士鉄十字章を授与されたウジェーヌ・ヴォロ武装伍長は、5月1日から2日の深夜にかけてグスタフ・クルケンベルクSS少将のグループに加わってベルリン脱出を試みた。シュプレー川を渡った後はドイツ人SS兵士、スカンディナヴィア人義勇兵、12名ほどのフランス人義勇兵、そして2輛のティーガー重戦車 から成るグループに加わって西を目指した。しかし、ティーアガルテンまで辿り着いたところで彼らは主要道路を塞ぐ赤軍の抵抗に遭遇した。この戦闘でティーガー戦車2輌は敵陣の突破に成功したが、21歳のヴォロ武装伍長は敵狙撃兵の銃弾によって命を落とした。
1945年5月2日午前、ベルリン守備隊が降伏文書に調印したことを航空省内で知ったフランスSS突撃大隊指揮官アンリ・フネSS義勇大尉と少数の生存者は、総統官邸の状況を探るために中央街のベルリン地下鉄駅から総統官邸の向かい側にあるカイザーホーフ駅に移動した。そこで既に周囲一帯がソビエト赤軍に制圧されていることを確認した彼らは、地下鉄の線路を利用してドイツ第12軍（ヴァルター・ヴェンク装甲兵大将）がいるはずのポツダムまでの突破を試みた。彼らはベルリン・ミッテ区のポツダム広場まで辿り着き、夜になってからの移動に備え、小グループに分かれてそれぞれ身を隠した。
しかし、同日午後3時頃、彼らの潜伏場所に国民突撃隊の老人数名が現れ、フランス人義勇兵と同じように身を隠そうとした。老人たちは身を隠すのに手間取り、ソビエト赤軍の斥候の注意を引き付けてしまった。そして間もなく、ここまで生き残ってきたフランス人義勇兵たちは次々とソビエト赤軍に発見されて捕虜となった。

## 1945年5月 「シャルルマーニュ」師団の最期
一方、1945年4月24日、ベルリン北方のノイシュトレーリッツとその周辺には「シャルルマーニュ」師団（連隊）の中で戦闘継続を希望せず、ベルリンへ出発しなかった将兵（ベルリンへ向かったが車輌が故障して道中で引き返した一部の将兵も含む）が約700名駐屯していた。そのうち約300名は第58SS大隊（SS-Bataillon 58）と師団本部と各種支援部隊の者で、約400名は建設大隊（Baubataillon）の者であった。この時の「シャルルマーニュ」師団（連隊）の編制は次の通り。
この時、師団（連隊）長ヴァルター・ツィンマーマンSS大佐（フランスSS部隊査察部・訓練将校）は、1945年3月にポメラニア戦線で足に負った戦傷が原因で入院中であり、師団（連隊）の実務は副官のジャン・ブデ＝グージ武装少佐（第33SS所属武装戦車猟兵大隊指揮官。元反共フランス義勇軍団第I大隊本部中隊長）が担当していた。

### 師団本部の最期
1945年4月25日朝から26日晩にかけて、「シャルルマーニュ」師団（連隊）の将兵はベルリン北方地域で対戦車障害物建設工事に従事していた。しかし、27日午前中にソビエト赤軍が彼らの陣地まで数十キロメートルの地点に進出すると、ジャン・ブデ＝グージ武装少佐は師団本部をツィノウ（Zinow）西方へ移動させた。翌28日、赤軍は「シャルルマーニュ」の駐屯地であったベルクフェルト（Bergfeld）を占領した。
5月1日夜、「シャルルマーニュ」師団本部と第58SS大隊はシュヴェリーン地方に到達したが、そこで彼らは第二次世界大戦の序盤でドイツ軍の捕虜となったフランス軍将兵の一団と遭遇した。笑顔のフランス軍将兵は「シャルルマーニュ」師団本部の者たちに対し、イギリス軍は既にエルベ川を渡って攻勢を開始しており、また、「イギリスのラジオ」（BBCワールド・サービス）が現在伝えるところによれば、イギリス軍は約30キロメートル先の地点に進出していると知らせた。師団本部の者たちはこの情報に感謝すると同時に、ソビエト赤軍がわずか10キロメートルの地点にまで迫っていることをフランス軍将兵に伝えた。表情から笑みが消えたフランス軍将兵は他の捕虜に警告するため、その場から走り去った。
5月2日早朝、「シャルルマーニュ」師団本部は西から迫るイギリス軍と東から迫るソビエト赤軍のちょうど中間地点にいた。その後、ラジオを通じて、総統がベルリンで死んだという知らせがもたらされた。ジャン・ブデ＝グージ武装少佐は師団本部のドイツ人要員に対し、国防軍部隊に合流するかドイツ軍戦線に辿り着くように命令した。そして残ったフランス人義勇兵には、イギリス軍に投降するか、民間人の服を着て捕虜あるいは徴用された外国人労働者を装うかの選択権が与えられた。
この時、ジャン・ブデ＝グージ武装少佐と7名のフランス人義勇兵は民間人の服に着替えることを潔しとせず、「誇りある軍人として」イギリス軍への投降を選んだ。5月2日午後3時、彼らはボビッツ（Bobitz）鉄道駅においてイギリス軍のオートバイ兵と遭遇した。次いで、武装親衛隊の一員ではなく国防軍（陸軍）の反共フランス義勇軍団の指揮官であることを主張しながら、ブデ＝グージは1人のイギリス軍戦車将校に近付き、イギリスの将軍のもとへ案内するよう要求した。
その後、イギリス軍戦車の一団はジャン・ブデ＝グージ武装少佐を戦車の上に乗せ、この反共フランス義勇軍団の指揮官を共産主義者に引き渡すためにソビエト赤軍のもとへ向かった。

### 第58SS大隊の最期
1945年5月1日もしくは2日、シュヴェリーン南部に留まっていた第58SS大隊第5中隊（約60名強）は文字通りアメリカ軍とソビエト赤軍に挟まれた。そして、第58SS大隊第5中隊の将兵は残弾をすべてソビエト赤軍に向けて撃ち尽くした後、アメリカ軍に投降した。

### 建設大隊の最期
1945年4月27日から28日にかけての夜、建設大隊はノイシュトレーリッツ北西のヴァーレン（Waren）に移動した。彼らは敵機の空襲によって何名かを失い、さらにアメリカ軍とソビエト赤軍が迫りつつあったため、大隊長ロベール・ロアSS義勇大尉は建設大隊の解散を決意した。
しかし、その時出現したアメリカ軍戦車によって恐慌をきたした大隊は多くの犠牲者を出し、また、大隊の一部はソビエト赤軍の先鋒部隊に蹂躙された。こうして、武器よりもシャベルを手にすることを希望した建設大隊は皮肉にも戦闘で壊滅し、一部の生存者は辛うじてアメリカ軍やイギリス軍に投降した。

### その他
- 1945年5月1日、ノイシュトレーリッツの住民が2名の武装親衛隊兵士の死体を発見した。死体の喉は刃物で切り裂かれており、明らかに彼らが赤軍兵に捕まった後に殺害されたことを示していた。この殺害された2名の武装親衛隊兵士は「シャルルマーニュ」師団所属のフランス人義勇兵であった[53]。
- その他、第18SS義勇装甲擲弾兵師団「ホルスト・ヴェッセル」に関する文献"Im letzten Aufgebot 1944-1945"第1巻の記述によると、1945年4月20日、武装親衛隊フランス人義勇兵の小グループが「ホルスト・ヴェッセル」師団のハインツ・ディットマンSS大尉（SS-Hstuf. Heinz Dittmann）率いる戦闘団に参加したという（ただし、それ以上の詳細な情報は不明）[54]。

## 1945年5月8日 バート・ライヒェンハル

### 12名の武装親衛隊フランス人義勇兵とルクレール将軍
1945年5月初旬、ドイツ南部・ババリアで12名の武装親衛隊フランス人義勇兵 がアメリカ軍に戦うことなく降伏した。それから間もなくアメリカ軍は彼らをフランク・ミルバーン少将（General Frank Milburn）のアメリカ陸軍第21軍団（XXI Corps）に所属していた、フィリップ・ルクレール将軍（General Philippe Leclerc）の自由フランス軍第2自由フランス機甲師団（2e DB）に引き渡した。
5月8日午前10時過ぎ、捕虜たちはバート・ライヒェンハル（Bad Reichenhall）の屋敷に設けられたルクレール将軍の前線司令部に連行された。この時、第2自由フランス機甲師団本部中隊の隊員セルジュ・デ・ブリュエール（Serge des Bruères） は、捕虜のうちの2、3名、とりわけ1名の将校に対して言った。「フランス人に降伏するなんてどうかしている。とんでもないことが起きるぞ！ お前たちは民間人の服を着てフランスに帰るべきだったんだ！」
すると、その将校セルジュ・クロトフSS義勇中尉（SS-Frw. Ostuf. Serge Krotoff）は威厳を込めて答えた。「我々はフランスの理想のために戦った兵士だ。民間人の服は着ない」
確かに、1、2名はいたであろう例外を除き、捕虜となった武装親衛隊フランス人義勇兵たちは威厳を持って事実を直視していた。このことはセルジュ・デ・ブリュエールに強い印象を与えた。
やがて、12名の捕虜と会話をするためにルクレール将軍が姿を現した。そして開口一番に、
| 「 | お前たちはドイツの制服を着て恥ずかしくないのか？（Vous n'avez pas honte de porter l'uniforme allemand?） | 」 |

と怒鳴りつけ、外国（「ドイツ野郎」（Boche））の軍隊の制服を着ているこの12名の同胞をなじった。すると、捕虜の1人ポール・ブリフォー武装少尉（W-Ustuf. Paul Briffaut）は次のように言い返した。
| 「 | あなたも、アメリカの制服を着ているではありませんか！（Et vous? Vous portez bien l'uniforme américain!） | 」 |

この時ルクレールは師団のなかでただ1人、米軍の制服を着ていたのだった（自由フランス軍は米軍の制服を改造した軍服を着用していた）。そして、第2自由フランス機甲師団のある軍曹とセルジュ・デ・ブリュエールは、これ以後捕虜たちの監視の責任を持つとともに、捕虜と会話をしないよう命じられた。彼らが2時間ほど捕虜たちを監視した時、時刻はすでに午後2時を回っていた。

### 銃殺命令下達
やがて、彼らに捕虜の銃殺命令が与えられたが、誰が出した命令だったのか現在でも明確にされていない。しかし、この命令は前日にドイツの降伏文書の調印が行われ、本日（1945年5月8日）午後11時に停戦が発効されるのを承知していた上で出されたものであることは明らかだった。軍法会議での裁判は無かった。
捕虜の銃殺決定を聞いたセルジュ・デ・ブリュエールは数名を伴って第2自由フランス機甲師団司令部へ出頭し、捕虜の銃殺の再検討を促した。しかし上層部の決定は覆らず、後になってセルジュ・デ・ブリュエールは彼のとった行動を譴責された。
この銃殺決定命令は、銃殺隊の結成が「きつい仕事」であることを示した。国際旅団の一員としてスペイン内戦に参加した古参兵でさえ命令を拒否した。それでも最終的には、モーリス・フラーノ中尉（Lieutenant Maurice Ferrano）指揮下のチャド行進連隊第I大隊第4中隊が銃殺隊を提供した（第4中隊には、スペイン内戦で敗北した共和国軍のスペイン人が多く所属していた）。ジャン・フローランタン少尉（Sous-lieutenant Jean Florentin）指揮下の第4中隊第1小隊は、銃殺場所として選ばれたクーゲルバッハ川畔の開拓地に捕虜たちを移送する責務を負った。
そして午後遅く、捕虜はバート・ライヒェンハルからさほど離れていないカールシュタイン（Karlstein）まで車で運ばれ、そこから開拓地まで徒歩で向かった。フローランタン少尉は捕虜の中の下士官の1人と言葉を交わし、何が君を反共フランス義勇軍団へと入隊させたのかと尋ねた。その下士官は答えた。
| 「 | 俺の親父は1914-1918年の戦争中にベルギー戦線で戦死し、お袋は俺を捨てた。それからリヨンに住む老女に引き取られた俺は、財政面で彼女をできる限り手助けするために反共フランス義勇軍団へ入隊した。俺があんたに言えるのは、俺はアカどもと戦ったがフランス人には1発も撃っていないってことだ。 | 」 |

そしてこの下士官はフローランタン少尉に対し、以前に1度も吸ったことがないから、もしイギリスのタバコを持っていたらくれないかと尋ねた。フローランタン少尉は彼にタバコを1本渡した。

### 銃殺
1945年5月8日午後5時頃、捕虜たちは銃殺された。セルジュ・デ・ブリュエールにとって、この処刑が実行されたことは「ひどく不快だった」。背中を撃たれると聞かされた捕虜たちは激しく抗議し、銃殺隊と対面して撃たれることを許可された。捕虜のうちの将校の1人（おそらくはクロトフSS義勇中尉）は、銃殺隊の前に立った時、部下たちにフランス国歌ラ・マルセイエーズを高らかに歌うよう勇気付けた。
第2自由フランス機甲師団第64砲兵連隊第11中隊 (XI/64e Régiment d'Artillerie) のカトリック従軍司祭マキシム・ゴーム (Maxime Gaume) は、処刑された武装親衛隊フランス人義勇兵のうちの1名の遺族に対し、戦後になって次のように述べている。
| 「 | 司令部において、軍法会議無しで捕虜を銃殺する決定がなされた後、師団付従軍司祭のフーケ司祭は私に対し、彼ら（捕虜）の最期の時を安心させるよう命じました。銃殺命令を受けた若い少尉は私の所属部隊の者ではなく、このような命令を実行してよいのかどうか完全にうろたえていました。それから彼は考えを改め、彼の持てる力を全て犠牲者の最期の瞬間を安心させることに注ぎ、また、彼らの処刑前に聖体拝領を行うようにとも命じられました。 バート・ライヒェンハルからトラックで運ばれた11名（筆者〈Robert Forbes〉注・12名）は、第2自由フランス機甲師団の司令部があるカールシュタインに向かいました。彼らのうちの1名だけが信仰の助けを拒否し、彼らのうちの3名は家族に対し言い遺すことは無いと明言しました。 銃殺は4名ずつ、3回に分けて行われました。彼らの全員が目隠しを断り、全員が「フランス万歳」 (Vive la France) と叫んで斃れました。最後の4名の中にはブリフォー少尉と、おそらくペイラ二等兵が含まれていたと思われます。命令を受けた後、私は（捕虜の）遺体をそのまま放置して立ち去りましたが、近隣に滞在していたアメリカ兵に遺体を埋葬するよう薦め、数日後にそれは果たされました。 | 」 |

また、ゴームは戦後（1958年4月18日）に次のように記している。
| 「 | 彼ら（12名の武装親衛隊フランス人義勇兵）は、彼らに対して敬意を払い、彼らのために心を痛めた（第2自由フランス機甲師団の）兵士たちによって、憎しみも無く簡潔に処刑されました。 | 」 |

さらにゴームは、作家のルネ・ベル (René Bail) に処刑の詳細を伝えている。12名のうち「信仰の助け」を拒否した1名はゴームに対し、自分は無神論者として生きてきたからそうやって生きてきたように死ぬ、と説明した。また、家族に対し言い遺すことは無いと明言した3名のうち、1名は言葉を遺す両親も友達もいないと言い、1名は自分に何が起こったのか家族は知らない方がいいと言った。
一方、この処刑を目撃した地元の民間人女性は後に次のように述べている。
| 「 | あの人たちは2台の車でやって来て、私はこう思いました。何てことなの、あの人たちは一体何をするつもりなの? その時私は兵隊さんと一緒に家に隠れていました。その兵隊さんは私に「行ってはだめだ」と言いましたが、私は何が起こるのか行って確かめずにはいられませんでした・・・ 隠れながら現場に近づいていた時、私は溝に滑り落ちました。・・・2人の若者が十字架を作るための木と、水を欲していました。そのうちの1人は目隠しを断り、もう1人は目隠しを頼みました。そして2人は撃たれました。恐ろしくなった私は悲鳴を上げました。幸い、銃声にかき消されて私の叫び声はあの人たちに聴こえていませんでした。もしそうでなければ、あの人たちは私も殺していたでしょう・・・ | 」 |

この証言は捕虜全員が目隠しを拒絶したとするゴームの言と相反している。現在においてこれらの証言の不一致は折り合いがついていない。

### 銃殺後の出来事
銃殺後、捕虜の遺体はその場に放置され、5月10日の夕方には第2自由フランス機甲師団の最後の部隊がバート・ライヒェンハルを出発した。彼らと交代してこの地を担当したアメリカ軍部隊の従軍司祭とアメリカ兵によって12名の武装親衛隊フランス人義勇兵の遺体は埋葬され、木の十字架に犠牲者の名前が刻まれた。
その後、バート・ライヒェンハル近隣の住民の間に、12名ほどのフランス人SS兵士がカールシュタインで銃殺されたという噂が流れた。噂の事実確認に当たった地元ドイツ警察は第2自由フランス機甲師団の将兵が関与していると調査したが、それ以上の追及は行われなかった。
銃殺から間もなく、反共フランス義勇軍団および「シャルルマーニュ」師団の従軍司祭ジャン・ド・マヨール・ド・リュペがクーゲルバッハ川畔を訪れ、捕虜の埋葬場所において十字を切った。
1945年末から1946年初頭にかけての冬、犠牲者の名を刻んだ十字架が「消滅」した。これは不気味な現象でも何でもなく、近くにある樹木の伐採場から転がってきた丸太が十字架を崩れさせたのであった（この時は誰も十字架を別の場所に移動させようとしなかった）。
1949年6月2日、カールシュタインにおいて銃殺された12名の武装親衛隊フランス人義勇兵の遺体がバート・ライヒェンハルのザンクト・ツェノ (Sankt Zeno) 共同墓地（墓番号Grupp 11, Reihe 3, Nr. 81 und 82）に改葬された。
1963年7月6日、遺体は再度掘り出され、第一次世界大戦の死者を偲ぶ記念碑の近くの壁の前に改葬された。そして、犠牲者のうち5人の名前が改めてプレートに刻まれた。
当初は上から順に「ポール・ブリフォー、ロベール・ドファ、セルジュ・クロトフ、ジャン・ロベール、身元不明8名、1945年5月8日没」と記されていたが、後にレイモン・ペイラの身元が明らかになると彼の氏名もプレートの下部に追加された（ただし、その際に「8 UNBEKANNTE」（身元不明8名）の箇所は訂正されていない。また、「Robert Doffat」の氏名は正確にはRaymond Daffasである）。
1981年10月25日、12名の武装親衛隊フランス人義勇兵の銃殺場所に彼らの記念十字架が建立された。
今日、毎年5月には、1945年5月8日にバート・ライヒェンハルで処刑された12名の武装親衛隊フランス人義勇兵のための追悼式がクーゲルバッハ川畔で行われている。

### 犠牲者
この事件で処刑された12名の武装親衛隊フランス人義勇兵のうち、現在までに氏名が判明している犠牲者は次の通り。
- セルジュ・クロトフSS義勇中尉 (SS-Frw. Ostuf. Serge Krotoff): 「シャルルマーニュ」師団戦車猟兵大隊対戦車砲中隊長

　1911年10月11日、フランス領マダガスカルのアンタナナリボに生まれ、パリで育った（彼の曾祖父は19世紀のナポレオンの時代にフランスへ移住したロシア人であった）。

　1944年2月に武装親衛隊に入隊した後、ゼンハイムの親衛隊訓練施設において基礎訓練に従事し、次いでキーンシュラークSS装甲擲弾兵学校で将校としての訓練を受け、1944年9月に卒業。「シャルルマーニュ」師団においてクロトフは第33SS所属武装戦車猟兵大隊 (Waffen-Panzerjäger-Abteilung der SS 33) 対戦車砲中隊長としてポメラニア戦線に従軍したが、1945年2月25日の戦闘で負傷し、翌26日に後送された。

　退院後、ドイツ南部のバート・ライヒェンハルでアメリカ軍に降伏し、第2自由フランス機甲師団に身柄を引き渡された後に処刑された。満33歳没。

　なお、処刑前の12名の武装親衛隊フランス人義勇兵を撮影した写真の中では、ブリフォー武装少尉の背後（後列の最も左）に立っている。
- ポール・ブリフォー武装少尉 (W-Ustuf. Paul Briffaut): 「シャルルマーニュ」師団第58SS所属武装擲弾兵連隊第9中隊長（除隊）

　1918年8月8日、フランス領ベトナムのトンキン（ハノイ）生まれ。1939年10月にフランスのサン＝メクサン (Saint-Maixent) 軍学校を卒業して予備役歩兵士官候補生 (aspirant de réserve de infanterie) となり、レバントの第16ライフル歩兵連隊 (16 RTT) に配属された。1940年6月の敗戦（休戦）後はヴィシー政権に仕え、イギリス軍やド・ゴール派のフランス人と交戦した。

　1943年に反共フランス義勇軍団へ志願し、同年10月に東部戦線へ出発。1944年2月、反共フランス義勇軍団第1中隊に所属していたブリフォーは「モロッコ」作戦において活躍（二級鉄十字章を受章）したが重傷を負い、1944年秋に反共フランス義勇軍団が武装親衛隊に編入された時も野戦病院で治療を受けていた。負傷回復後は第58SS所属武装擲弾兵連隊の第9中隊（歩兵砲）指揮官となったが、先の戦傷が原因で1944年12月に除隊。

　1945年5月8日、バート・ライヒェンハルで処刑された時、ブリフォーは反共フランス義勇軍団時代に使用していたドイツ国防軍の制服を着ていた（処刑前に撮影された写真の中では2列に並んだ捕虜の前列最も左、国防軍の制服の上にオートバイ兵コートを着ている人物）。満26歳没。
- レイモン・ダファ武装少尉 (W-Ustuf. Raymond Daffas)[注 17]：「シャルルマーニュ」師団砲兵大隊本部の将校

　1908年4月13日、フランス共和国ジェール県オーシュ (Auch) 生まれ。1941年11月29日にドイツ陸軍反共フランス義勇軍団へ4642番目の義勇兵として入隊し、第III大隊に所属。

　1944年秋の再編制に伴って「シャルルマーニュ」旅団（後に師団）に移籍し、当初は第58SS武装擲弾兵連隊本部中隊、後に第33SS所属武装砲兵大隊 (Waffen-Artillerie-Abteilung der SS 33) に武装少尉として所属し、ポメラニア戦線で多くの戦闘に参加した。

　1945年5月8日、ドイツ南部のバート・ライヒェンハルでアメリカ軍に降伏し、第2自由フランス機甲師団に身柄を引き渡された後に処刑された。満37歳没。

　なお、処刑前の12名の武装親衛隊フランス人義勇兵を撮影した写真の中では、ブリフォー武装少尉の右隣に立っている。
- ジャン・ロベール武装伍長 (W-Uscha. Jean Robert): 反共フランス義勇軍団出身の下士官

　1915年2月1日、フランス共和国ローヌ県リヨン生まれ。元ドイツ陸軍反共フランス義勇軍団の下士官。1944年秋、再編制に伴って「シャルルマーニュ」旅団（後に師団）に移籍したが、1945年5月8日にバート・ライヒェンハルで処刑されるまでの情報は不明。満30歳没。

　処刑前の12名の武装親衛隊フランス人義勇兵を撮影した写真の中では後列左から2人目（クロトフSS義勇中尉の右隣）、捕虜の中で唯一眼鏡をかけている人物。
- レイモン・ペイラ武装二等兵 (W-Gren. Raymond Payras): フランスSS擲弾兵教育・補充大隊の二等兵

　1922年12月16日、スリランカ・コロンボ生まれ。当初はフランス民兵団の前身である戦士団保安隊に所属しており、1945年1月に武装親衛隊に入隊。ヴィルトフレッケン演習場の「シャルルマーニュ」旅団（後に師団）フランスSS擲弾兵教育・補充大隊 (Franz. SS-Grenadier-Ausbildungs und Ersatz Bataillon) に所属し（1945年2下旬 - 3月のポメラニア戦線には不参加）、1945年4月にはヘルシェ連隊 (Régiment Hersche) の一員としてドイツ南部への長距離行軍に加わっていた。

　1945年5月8日、ドイツ南部のバート・ライヒェンハルでアメリカ軍に降伏し、第2自由フランス機甲師団に身柄を引き渡された後に処刑された。彼の身元は彼の両親が明らかにした。満22歳没。

　処刑前の12名の武装親衛隊フランス人義勇兵を撮影した写真の中では前列右から2人目、武装親衛隊の迷彩パーカーを着用 し、パン袋・水筒・飯盒を吊り下げたサスペンダーを握っている人物。
- ジャック・ポンノSS義勇二等兵 (SS-Frw. Schütze Jacques Ponneau): 第8フランスSS義勇突撃旅団出身の二等兵

　1924年2月5日、フランス共和国の首都パリ生まれ。当初は第8フランスSS義勇突撃旅団に入隊し、1944年秋の再編制時に「シャルルマーニュ」旅団（後に師団）に配属され、後にパーダーボルン (Paderborn) のSS下士官学校に入学した（「シャルルマーニュ」におけるポンノの階級・部隊は不明）。

　1945年5月8日、ドイツ南部のバート・ライヒェンハルでアメリカ軍に降伏し、第2自由フランス機甲師団に身柄を引き渡された後に処刑された。満21歳没。

### 総括
1945年5月8日、フィリップ・ルクレール将軍麾下の自由フランス軍第2自由フランス機甲師団はドイツ南部のバート・ライヒェンハルにおいて、捕虜にした武装親衛隊の第33SS所属武装擲弾兵師団「シャルルマーニュ」出身の12名のフランス人義勇兵を裁判無しで銃殺した。しかし、この事件に関しては次のような疑問を含む未解決の要素が数多く残っている。

## 戦後
第二次世界大戦中にドイツ国防軍や武装親衛隊に勤務したフランス人義勇兵は、戦後、それぞれが様々な人生を辿った。彼らは大戦中に自分たちの祖国フランスを侵略・占領したナチス・ドイツの軍隊に（理由はどうあれ義勇兵として）加わった対独協力者であり、フランスに帰国したフランス人義勇兵たちは裁判にかけられ、それぞれの罪状に応じた判決（懲役、フランス国籍剥奪、死刑など）を言い渡された（大戦中に東部戦線で戦死した（もしくは行方不明になった）義勇兵に対しても、欠席裁判でフランス国籍剥奪の刑もしくは死刑の判決が下された）。
東部戦線で赤軍の捕虜となったフランス人義勇兵のうち、ある者はソビエト連邦の収容所で死亡し、ある者は過酷な収容所生活を耐え抜いた。その他、ある者はベルリン市街戦を生き延びてフランスに帰国したが故郷で処刑され、ある者は帰国後の刑務所生活を終えて民間人としての生活に戻った。また、ある者は服役中にフランス軍の海外軽歩兵大隊（BILOM） に志願し、第一次インドシナ戦争に参加した。そして、第二次世界大戦後に極東の戦場に身を投じて戦った元ドイツ国防軍・武装親衛隊フランス人義勇兵のうち、数名はフランス軍を離れてベトミン側に加わり、少なくとも1名はベトミン将校になったといわれている。
第二次世界大戦が終結してから数十年の時が経った後の元フランス人義勇兵たちの中には、大戦中にナチス・ドイツ武装親衛隊に勤務したことを後悔せず、「シャルルマーニュ」師団の戦友会「18/33戦友会」 (Truppenkameradschaft 18/33) 等での積極的な活動を通じて戦友たちとの交流を欠かさない者も多くいた。その一方で彼らとは対照的に、武装親衛隊に勤務したことを後悔する者、自身の過去を秘して隠遁する者もいた。

## 師団指揮官
| 就任          | 離任                          | 階級（着任当時）                      | 氏名                                         |
| ------------- | ----------------------------- | ------------------------------------- | -------------------------------------------- |
| 1945年2月     | 1945年3月5日（行方不明）      | 武装上級大佐 Waffen-Oberführer der SS | エドガー・ピュオ Edgar Puaud                 |
| 1945年3月     | 1945年4月24日（ベルリン出発） | SS少将 SS-Brigadeführer               | グスタフ・クルケンベルク Gustav Krukenberg   |
| 1945年4月24日 | 1945年5月8日（終戦）          | SS大佐 SS-Standartenführer            | ヴァルター・ツィンマーマン Walter Zimmermann |

## 戦闘序列
第33SS所属武装擲弾兵師団「シャルルマーニュ」（フランス第1）の戦闘序列は次の通り。

## フランスSS部隊査察部の編制
「シャルルマーニュ」師団のドイツ人部署であるフランスSS部隊査察部 (Inspektion der Französischen SS-Verbände) の編制は次の通り。

## 騎士鉄十字章受章者
- 反共フランス義勇軍団 (LVF)

受章者：0名
- 第8フランスSS義勇突撃旅団 (8. Französische-SS-Freiwilligen-Sturmbrigade)

受章者：0名
- 第33SS所属武装擲弾兵師団 「シャルルマーニュ」（フランス第1）(33. Waffen-Grenadier-Division der SS "Charlemagne"(französische Nr. 1))（1945年2月下旬 - 3月・ポメラニア戦線）

受章者：0名
- フランスSS突撃大隊 (Französische SS-Sturmbataillon)（1945年4月末・ベルリン市街戦）

受章者：4名（フランス人3名、ドイツ人1名）
| 氏名                                   | 階級                                    | 役職              | 受章日        |
| -------------------------------------- | --------------------------------------- | ----------------- | ------------- |
| ウジェーヌ・ヴォロ Eugène Vaulot       | 武装伍長 Waffen-Unterscharführer der SS | 戦術学校第6分隊長 | 1945年4月29日 |
| ヴィルヘルム・ヴェーバー Wilhelm Weber | SS中尉 SS-Obersturmführer               | 戦術学校指揮官    | 1945年4月29日 |
| アンリ・フネ Henri Fenet               | SS義勇大尉 SS-Frw. Hauptsturmführer     | 大隊長            | 1945年4月29日 |
| フランソワ・アポロ François Appolot    | 武装曹長 Waffen-Oberscharführer der SS  | 戦術学校第2分隊長 | 1945年4月29日 |

なお、「シャルルマーニュ」の師団長を務めたエドガー・ピュオ武装上級大佐、グスタフ・クルケンベルクSS少将、ヴァルター・ツィンマーマンSS大佐はいずれも騎士鉄十字章を受章していない。

## フランス人部隊の外国人義勇兵
第二次世界大戦中のドイツ国防軍および武装親衛隊のフランス人義勇兵部隊（反共フランス義勇軍団、第8フランスSS義勇突撃旅団、第33SS所属武装擲弾兵師団「シャルルマーニュ」）には、フランス人とドイツ人以外に少なくとも以下の国籍を持つ者が所属していた。
- ルクセンブルク
- ウクライナ
- スイス
- スペイン
- ロシア帝国（白系ロシア人）
- ポーランド
- ベルギー（フラマン人）
- ギリシャ
- モナコ
- アイルランド
- タイ
- フィンランド
- イタリア
- ポルトガル

### その他
- フランス海外植民地のマダガスカルやアルジェリアからも義勇兵が参加していたが、フランス領アルジェリア出身者のうち、少なくとも1名はセファルディム（Séfarade、地中海沿岸諸国在住のユダヤ人）であった。
- 1945年4月中旬のある日、再編制中の「シャルルマーニュ」師団（連隊）本部に2名のインド人義勇兵が到着した。彼らは本来は武装親衛隊インド人義勇部隊 (Indische-Freiwilligen-Legion der Waffen-SS) に配属されるはずであったが、手違いで「シャルルマーニュ」に送られてきたのであった[注 19]。